# Poco ricco
Poco ricco è un singolo discografico del cantautore e comico italiano Checco Zalone pubblicato il 4 febbraio 2022.

## Descrizione
È stato eseguito per la prima volta in assoluto, nella seconda serata del Festival di Sanremo 2022 con la partecipazione di due dj fittizi, ovvero, Cisty e Felya. Il brano è nella tonalità di Si bemolle minore.
Il giorno successivo la canzone è stata pubblicata su YouTube e su Spotify ottenendo velocemente un ottimo riscontro.

## Promozione
La canzone è stata eseguita al 72º festival della canzone italiana, preceduto da uno sketch comico con Amadeus, in cui Zalone interpreta il trapper fittizio Ragadi.

## Presunto video musicale
Zalone ha caricato la canzone anche su Instagram. Successivamente verrà eliminato il post per motivi ignoti. La descrizione del video era: Quando a Spielberg gli si libera un posto per fare un video, fatemi un fischio.

## Tracce
1. Poco ricco – 2:55 (edizioni musicali Officine Musicali)